# Supercoppa spagnola 2011 (pallacanestro maschile)
La Supercoppa spagnola 2011  è l'8ª Supercoppa spagnola di pallacanestro maschile, organizzata dalla ACB e la 12ª edizione in generale. È anche chiamata Supercoppa Endesa per motivi di sponsorizzazione.
Sarà disputata il 30 settembre e il 1º ottobre 2011 presso la Bilbao Arena di Bilbao tra i seguenti quattro club:
- Bilbao Berri, squadra ospitante
- Barcellona, campione di Spagna 2010-11 e vincitore della Copa del Rey 2011
- Real Madrid, finalista della Copa del Rey 2011
- Saski Baskonia, miglior posizione in Liga ACB 2010-11

## Tabellone
|  | Semifinali | Semifinali     | Semifinali |            |                | Finale         | Finale | Finale |  |
|  |            |                |            |            |                |                |        |        |  |
|  | 1          | Bilbao Berri   | 88         |            |                |                |        |        |  |
|  | 1          | Bilbao Berri   | 88         |            |                |                |        |        |  |
|  | 4          | Saski Baskonia | 93         |            |                |                |        |        |  |
|  | 4          | Saski Baskonia | 93         |            | Saski Baskonia | Saski Baskonia | 73     |        |  |
|  |            |                |            |            | Saski Baskonia | Saski Baskonia | 73     |        |  |
|  |            |                | Barcellona | Barcellona | 82             |                |        |        |  |
|  | 2          | Barcellona     | Barcellona | Barcellona | 82             | 74             |        |        |  |
|  | 2          | Barcellona     |            |            |                |                |        |        |  |
|  | 3          | Real Madrid    | 70         |            |                |                |        |        |  |

## Semifinali
| Arbitri: | Emilio Pérez Pizarro Antonio Conde Jiménez Trujillo |

|                    |            |                |
| Banić 16           | Punti      | 23 Oleson      |
| Jackson 4          | Assist     | 6 Heurtel      |
| Fischer, Jackson 5 | Rimbalzi   | 5 Séraphin     |
| Fōtīs Katsikarīs   | Allenatori | Duško Ivanović |

| Arbitri: | Daniel Hierrezuelo Juan Carlos García González Vicente Bultó |

|                      |            |                    |
| Lorbek 15            | Punti      | 14 Carroll, Pocius |
| Navarro 2            | Assist     | 4 Llull            |
| Lorbek 7             | Rimbalzi   | 10 Reyes           |
| Xavier Pascual Vives | Allenatori | Pablo Laso         |

## Finale
| Arbitri: | Emilio Pérez Pizarro Antonio Conde Jiménez Trujillo |

| |            | |
| Teletović 15 | Punti      | 24 Navarro |
| Heurtel 4 | Assist     | 3 Huertas, Navarro |
| San Emeterio 8 | Rimbalzi   | 10 Ndong |
| 13 Séraphin• 19 San Emeterio• 22 Huertel• 24 Oleson• 33 Teletović 4 Ribas• 5 Prigioni• 9 Dorsey• 11 M. Bjelica• 42 Calbarro• 44 N. Bjelica• 55 Williams | Formazioni | 9 Huertas• 11 Navarro• 21 Ndong• 25 Lorbek• 33 Mickeal 8 Sada• 17 Vázquez• 18 Wallace• 20 Ingles• 22 Rabaseda• 23 Mbaye• 31 Eidson |
| Duško Ivanović | Allenatori | Xavier Pascual Vives |